# Jan Przerębski (zm. ok. 1523)
Jan Przerębski herbu Nowina (zm. ok. 1523) – kasztelan sieradzki w latach 1501–1523.
Syn Jana (zm. 1480), kasztelana sieradzkiego. Od 1485 pełnił obowiązki stolnika, następnie został chorążym 1498 i kasztelanem sieradzkim 1501. Był sygnatariuszem unii piotrkowsko-mielnickiej 1501 roku. Podpisał konstytucję Nihil novi na sejmie w Radomiu w 1505 roku. Podpisał dyplom elekcji Zygmunta I Starego na króla Polski i wielkiego księcia litewskiego na sejmie w Piotrkowie 8 grudnia 1506 roku.
Nabył dobra majątkowe w 1509 roku: Żóraw, Lusławice, Pabianice i Skowronów.
Z małżeństwa z Zofią o nieznanym nazwisku miał dwie córki i trzech synów. Jedna z córek została żoną Jakuba Dunina, druga Zbigniewa Giebułtowskiego. Synowie: Jan, Jakub i Wincenty.